# Угорська королівська армія

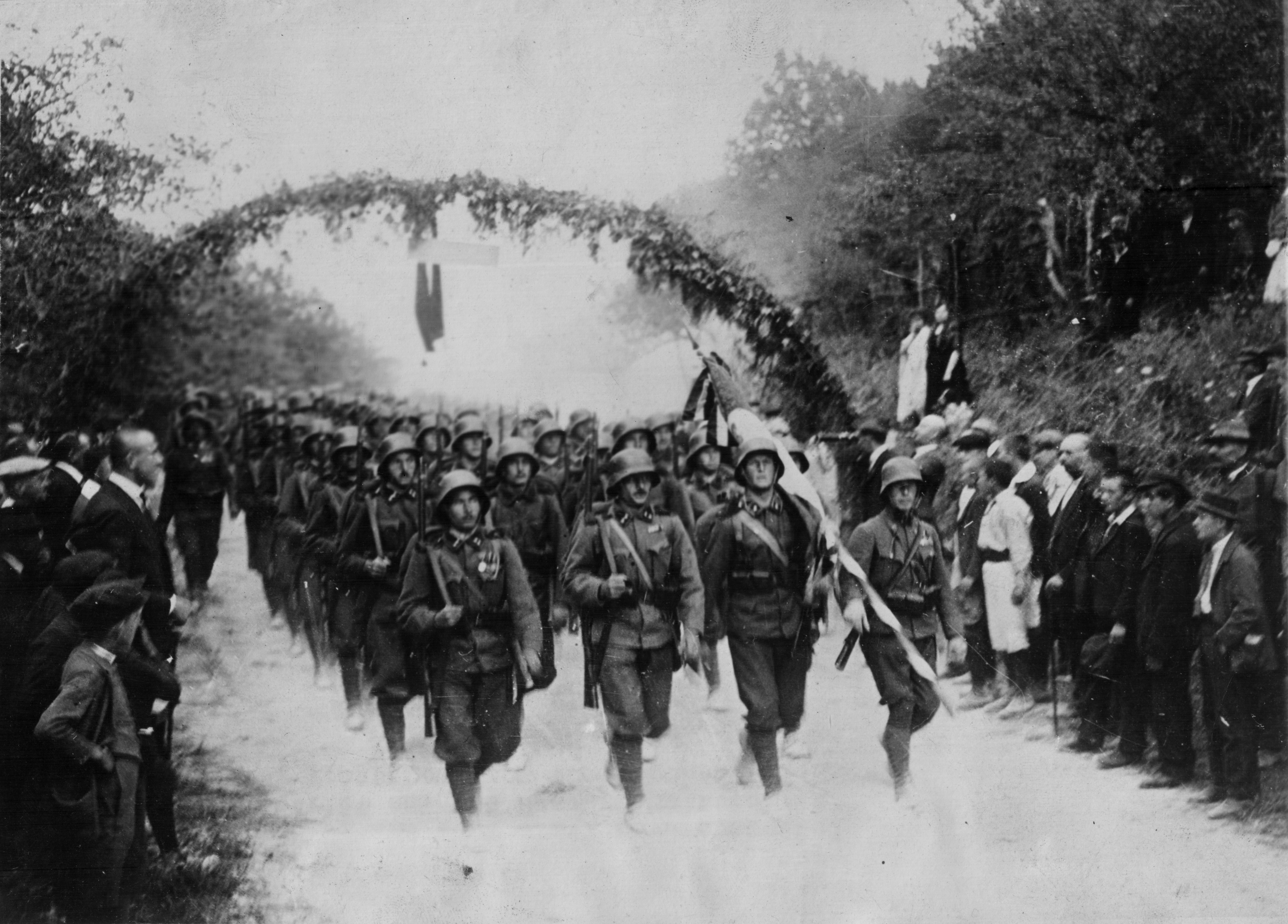
Угорські війська окуповують, яка раніше була очищена югославською армією, вересень 1921

Угорська королівська армія (угор. Magyar Királyi Honvédség, нім. Königlich Ungarische Armee) — сухопутні війська Королівства Угорщини в період з 1922 по 1945 рік. Ця назва була успадкована від однойменної Угорської королівської армії (угор. Magyar Királyi Honvédség), що діяла від 1867 до 1918.
Спочатку обмежена Тріанонським договором до 35 000 осіб, армія неухильно модернізувалася в 1930-х і воювала на боці держав Осі у Другій світовій війні.
В 1939 році в ході війни між Королівством Угорщина та Карпатською Україною (між угорськими військами та воєнізованими формуваннями Карпатської січі Карпатської України), відбулася черга кровопролитних зіткнень. Війна завершилася окупацією і приєднанням до Королівства Угорщина території Закарпатської України (Підкарпатської Русі).
Військовослужбовці Угорської королівської армії (гонведи, угор. honvéd, під час окупації України у Німецько-радянській війні завдали громадянам і державі величезних матеріальних збитків, а також брали участь у каральних акціях проти партизан і мирного населення.

## Військово-морські сили
У квітні 1919 уряд Угорщини створив Військово-морські сили (угор. Hadihajós csapat, дос. «група бойових кораблів») у підпорядкуванні Міністерства оборони з метою патрулювання Дунаю. 1 березня 1921 її замінила цивільна Угорська королівська річкова гвардія (Magyar Királyi Folyamőrség) при Міністерстві внутрішніх справ. У період з березня 1927 по травень 1930 чисельність персоналу зросла приблизно до 1700 осіб, і ця кількість залишалася до кінця Другої світової війни. 15 січня 1939 Річкова гвардія була перейменована в Річкові сили королівської угорської армії (Magyar Királyi Honvéd Folyami Erők) і передано у підпорядкування Міністерству оборони. Вони використовували морські звання до 1 липня 1944, коли вони перейшли на армійські звання. У квітні 1941 брали участь у вторгненні в Югославію. З квітня 1944 їх тральщики допомагали в Kriegsmarine (Німецький флот) у очищенні Дунаю від авіаційних мін.
Бойовий порядок (1 квітня 1940)
- Полк патрульних катерів (Будапешт)
  - І група
  - II група
- Річковий охоронний полк (Újvidék (Новий Сад) після квітня 1941)
  - 1 батальйон
  - 2 батальйон
  - 3 батальйон

Командувачі
- Олаф Ріхард Вульф (de) (10 березня 1920 – 30 квітня 1933)
- Ференц Галантай Хільд (1 травня 1933 – 30 квітня 1934)
- Ріхард Дітріх (1 травня 1934 – 30 квітня 1938)
- Армін Баусерн (1 травня 1940 – 30 квітня 1942)
- Капітан Гвідо Таснаді (1 травня 1940 – 30 квітня 1942)
- Віце-адмірал (генерал-лейтенант) Кальман Гарді (1 травня 1942 – 15 жовтня 1944)
- Генерал-майор (контр-адмірал) Оден Трунквальтер (16 жовтня 1944 – 8 травня 1945)